# Raydio (album)
Raydio è il primo album del gruppo statunitense omonimo, pubblicato dalla Arista Records nel 1978.

## Il disco
Anticipato dal singolo Jack and Jill, il primo album dei Raydio è un prodotto R&B che si pone in differenza grazie ad un'insolita e primordiale sonorità Acid jazz, pervenuta probabilmente dall'esperienza di Parker con artisti come Stevie Wonder, nominato più volte predecessore del suddetto genere. Con il successivo Rock On, invece, il gruppo perderà attinenza con tale sound, portando i propri passi su un tipo di black music più ballabile e, di conseguenza, proponibile ad una vasta gamma di ascoltatori. Ad ogni modo, già da adesso Parker si attornia di quei musicisti che lo accompagneranno nel corso della sua intera carriera, come ad esempio il percussionista Ollie E. Brown, lo stesso cantante Arnell Carmichael e il tastierista Sylvester Rivers.
Il disco riscuote un buon successo in patria, raggiungendo il 27º posto nella classifica generale statunitense, mentre Jack and Jill, con il suo 5º posto nella classifica R&B, permette al gruppo di guadagnarsi il primo disco d'oro. Gli altri singoli estratti dall'album sono Is This a Love Thing (#20 US R&B) e Honey I'm Rich.

## Tracce
Testi e musiche di Ray Parker Jr., eccetto dove indicato

### Lato A
1. Is This a Love Thing - 6:18
2. You Need This (To Satisfy That) - 4:37
3. Betcha Can't Love Me Just Once - 3:52
4. Honey I'm Rich - 3:13 -  (Ray Parker Jr., Thurlene Johnson)

### Lato B
1. Jack and Jill - 4:35
2. Me - 5:00
3. Let's Go All the Way - 3:30
4. Get Down - 4:25

## Formazione
- Ray Parker Jr. - chitarra, cantante solista e voce
- Arnell Carmichael - cantante solista e voce
- Jerry Knight - basso, cantante solista e voce
- Vincent Bonham - voce

### Altri musicisti
- Ollie E. Brown - percussioni e batteria
- Melvin "Wah Wah" Ragin - chitarra e voice bag
- Horatio Gordon - sassofono
- Ken Peterson - tromba
- Sylvester Rivers - piano
- Jack Ashford - tamburello
- Sylvia Ducksworth, Valorie Jones, Francie Pearlman, Rochelle Runnels, Janice Williams - voce